# روبر گدیگیان
روبر ژول گدیگیان (ارمنی: Ռոբեր Կետիկյան (Գեդիգյան)؛ فرانسوی: Robert Jules Guédiguian‎؛ زاده ۳ دسامبر ۱۹۵۳) کارگردان فیلم، تهیه‌کننده، بازیگر، فیلم‌نامه‌نویس فرانسوی است

## زندگی‌نامه
گدیگیان پسر یک مادر آلمانی و پدری ارمنی است که خانواده‌اش در اوایل قرن بیستم پس از نسل‌کشی ارامنه به فرانسه مهاجرت کردند. او ریشه های پدرانه خود را در فیلم Le Voyage en Armenie در سال 2006 تداعی می کند. او پیشینه ای از طبقه کارگر دارد، زیرا پدرش کارگر اسکله مارسی است. گدیگیان نگران مسائل سیاسی شد و مدتی با حزب کمونیست فرانسه درگیر شد. در سال 2008 به حزب چپ فرانسه پیوست.
او مانند مارسل پاگنول و رنه آلیو قبل از او، فیلم هایش را در واقعیت اجتماعی لنگر می اندازد. فیلم‌های او به‌شدت توسط محیط محلی و منطقه‌ای شهر مارسی، و به‌ویژه L'Estaque (شمال غربی مارسی)، برای مثال در Marius et Jeannette، مشخص شده‌اند. فیلم او در سال 2011 برف های کلیمانجارو در بخش نگاه مشخص در جشنواره فیلم کن 2011 به نمایش درآمد.
او از سال 1975 با هنرپیشه آریان آسکارید ازدواج کرد و دو دختر به نام‌های ولنتاین و مادلین دارد.
در دسامبر 2023، همراه با 50 فیلمساز دیگر، گودیگویان نامه سرگشاده ای را امضا کرد که در لیبراسیون منتشر شد و خواستار آتش بس و پایان دادن به کشتار غیرنظامیان در بحبوحه تهاجم اسرائیل به نوار غزه در سال 2023 شد، و برای ایجاد یک کریدور بشردوستانه به غزه برای آزادی گروگان ها.

## فیلمشناسی

##### به عنوان فیلساز:
- فرناند ۱۹۸۰
- Last Summer(تابستان گذشته) 1981
- Rouge midi(میدی روژ) 1985
- Le Souffleur1985
- Ki lo sa ?(کی لو سا؟) 1985
- Roundabout(دورگرد) 1989
- Montalvo and the Child(مونتالوو و کودک) 1989
- Le Coupeur d'eau 1990
- Dieu vomit les tièdes 1991
- Le Cri du cochon 1991
- C'est trop con ! 1992
- L'Argent fait le bonheur 1993
- Til Death Do Us Part(تا مرگ ما را قسمت کند) 1995
- ماریوس و ژانت 1997
- Where the Heart Is(جایی که قلب است) 1998
- Charge! 2000
- The Town Is Quiet(شهر ساکت است) 2000
- Marie-Jo and Her Two Lovers(ماری جو و دو عاشقش) 2002
- Romances de terre et d'eau(عاشقانه های تره و دئو) 2002
- Bad Spelling(املای بد) 2004
- My Father Is an Engineer(پدر من یک مهندس است) 2004
- Crustacés et Coquillages 2005
- The Last Mitterrand(آخرین میتران) 2005
- Free Zone(منطقه آزاد) 2005
- Armenia(ارمنستان) 2006
- Le Dernier des fous 2006
- Beneath the Rooftops of Paris(زیر پشت بام های پاریس) 2007
- Lady Jane(لیدی جین) 2008
- Sisters(خواهران) 2009
- The Army of Crime(ارتش جنایت)  2009
- Les Amants naufragés 2010
- The Snows of Kilimanjaro(برف های کلیمانجارو)  2011
- Notre monde 2013
- My Sweet Pepper Land(سرزمین فلفل شیرین من)  2013
- Les Déferlantes 2013
- Ariane's Thread 2014

- Don't Tell Me the Boy Was Mad(به من نگو پسر دیوانه بود)  2015
- The Young Karl Marx 2017
- The House by the Sea(خانه کنار دریا)  2017
- Gloria Mundi 2019

##### به عنوان بازیگر:
1990: L'Ami Giono: Jofroi de la Maussan (تله فیلم)
2002: لولو در نقش ماریوس
2012: قرار ملاقات در کیرونا
2021: Twist à Bamako